# Mariela Coronel
Mariela del Carmen Coronel (* 20. Juni 1981 in Santiago del Estero) ist eine argentinische Fußballspielerin.

## Karriere

### Im Verein
Die Mittelfeldspielerin startete ihre Profikarriere 2000 für Club Atlético Independiente. Nach der Fußballweltmeisterschaft 2003 wechselte sie zu San Lorenzo de Almagro. In drei Jahren bei San Lorenzo de Almagro reifte sie zur Topspielerin und wechselte im Sommer 2007 zum spanischen Erstligisten Prainsa Zaragoza. Dort erreichte sie 2009 das Finale des Copa de la Reina im Estadio de La Romareda. Die Mannschaft verlor dieses Finale 1:5, Coronel konnte jedoch das einzige Tor ihrer Mannschaft erzielen. Seit der Saison 2011 ist sie Kapitänin und eine der wichtigsten Spielerinnen von Prainsa.

### Nationalmannschaft
Coronel spielte für die Argentinische Fußballnationalmannschaft der Frauen.
Sie nahm für diese an den Olympischen Sommerspielen 2008 in Peking teil. Zuvor nahm sie an den beiden Weltmeisterschaften 2003 und 2007 teil.

## Auszeichnungen
Im April 2007 wurde sie für das Spiel der „FIFA Women’s World Stars“ gegen die Chinesische Fußballnationalmannschaft der Frauen aus Anlass der Gruppen-Auslosung für die WM 2007 nominiert und in der ersten Halbzeit eingesetzt.

## Weblink
- Maríela Coronel in der Datenbank von Olympedia.org (englisch)

| Personendaten    | Personendaten                                    |
| ---------------- | ------------------------------------------------ |
| NAME             | Coronel, Mariela                                 |
| ALTERNATIVNAMEN  | del Carmen Coronel, Mariela (vollständiger Name) |
| KURZBESCHREIBUNG | argentinische Fußballspielerin                   |
| GEBURTSDATUM     | 20. Juni 1981                                    |
| GEBURTSORT       | Santiago del Estero, Argentinien                 |